# 700-talet f.Kr.

## Händelser
- 776 f.Kr. - De första antika olympiska spelen anordnas i Olympia i Grekland.
- 753 f.Kr. - Romulus grundar staden Rom.

## Födda
- 725 f.Kr. – Guan Zhong, kinesisk filosof och politiker.
- 1 januari 711 f.Kr. – Jimmu, Japans förste kejsare.

## Avlidna
- 783 f.Kr. – Adad-nirari III, kung av Assyrien.
- 778 f.Kr. – Karanos av Makedonien, kung av Makedonien.
- 745 f.Kr. – Ashur-nirari V, kung av Assyrien.